# Соломенцев, Михаил Сергеевич
Михаи́л Серге́евич Соло́менцев (7 ноября (25 октября) 1913, с. Ериловка, Суворовская волость, Елецкий уезд, Орловская губерния, Российская империя — 15 февраля 2008, Москва, Россия) — советский партийный и государственный деятель. Член Политбюро ЦК КПСС (27 декабря 1983 — 30 сентября 1988), кандидат в члены Политбюро ЦК КПСС (23 ноября 1971 — 27 декабря 1983). Председатель КПК при ЦК КПСС (1983—1988).
Дважды Герой Социалистического Труда (1973, 1983).

## Биография
Родился 7 ноября (25 октября) 1913 в селе Ериловка Суворовской волости Елецкого уезда Орловской губернии Российской империи (ныне село в составе Елецкого района Липецкой области России), в крестьянской семье. Русский.
В детстве несколько лет жил с родителями в городе Дмитриевске (Донецкая губерния), здесь пошёл в школу. Затем, вернувшись в село, доучивался в школе в городе Ельце.
В 1933 году по комсомольскому набору зачислен в Ленинградское военно-морское училище имени М. В. Фрунзе, на штурманское отделение подводного плавания. Проучившись 2 года, в конце 2-го курса заболел, простудился с осложнением, после чего был отчислен по состоянию здоровья.
В 1935 году перешёл в Ленинградский индустриальный (политехнический) институт на механический факультет, который окончил с отличием в 1940 году, инженер-механик. После 3-го курса женился на сокурснице.
По распределению попал с женой в систему оборонной промышленности, в Липецк, где строился завод № 61, известный сейчас как тракторный. Начал сменным мастером в цеху выпуска снарядов, через 6 месяцев был назначен заместителем начальника цеха.
Член ВКП(б) с 1940 года. С началом войны в 1941 году эвакуировался с заводом на Урал.
В 1948 году был назначен главным инженером Златоустовского завода № 259. В 1949—1954 годах директор станкостроительного завода им. С. Орджоникидзе (Челябинск).
С 1954 года на хозяйственной и партработе, работал в Челябинском обкоме КПСС, в частности вторым секретарём.
В 1957—1959 годах возглавлял Челябинский совнархоз.
В 1959—1962 годах — 1-й секретарь Карагандинского обкома КП Казахстана.
На XXII съезде КПСС избран членом ЦК КПСС.
В 1962—1964 годах — 2-й секретарь ЦК КП Казахстана. Был освобождён от должности 2-го секретаря ЦК КП Казахстана после скандала за связь с замужней медсестрой.
В 1964—1966 годах — 1-й секретарь Ростовского обкома КПСС. Высказывался против решения Хрущёва о разделении обкомов на сельские и городские.
В 53-летнем возрасте опытный партийный деятель Соломенцев получил пост в Москве, причём сразу несколько очень высоких должностей (при Брежневе) — секретарь и завотделом ЦК КПСС, а также одновременно глава Комиссии законодательных предположений Совета Союза Верховного Совета СССР (1966).
В 1966—1971 годах — Секретарь ЦК и заведующий Отделом тяжёлой промышленности ЦК КПСС. Освобождён от обязанностей Секретаря ЦК КПСС Пленумом ЦК КПСС 23 ноября 1971 года в связи с назначением Председателем Совета министров РСФСР.
В 1971—1983 годах — Председатель Совета Министров РСФСР.
Большая советская энциклопедия (том вышел в 1975 году) указывает, что Соломенцев «проводит большую работу по осуществлению внутренней и внешней политики КПСС и Советского государства» (официально внешнеполитических должностей не занимал; такая же формулировка сопровождает в БСЭ имя М. А. Суслова). В интервью 2004 года М. С. Соломенцев отмечал, что был ответственным за контакты с Чаушеску и Фиделем Кастро.
По воспоминаниям Петра Шелеста, 1-го секретаря ЦК КПУ, на заседаниях Политбюро ЦК КПСС Соломенцев не раз позволял себе откровенно украинофобские выступления. Например, Михаил Сергеевич Соломенцев обвинял украинцев в том, что они чтут Тараса Шевченко и оформляют вывески на украинском языке, который является «искажением русского».
Помощник Председателя Совета Министров РСФСР Валентин Александров отмечал: «Когда Брежнев назначал его [Соломенцева] на пост главы правительства России, то в личной беседе сказал примерно так: у нас нет отдельной компартии России, есть только партия всей страны — КПСС, и я как генеральный секретарь возглавляю и партийные организации России. А тебя прошу быть моим заместителем по Российской Федерации».
По мнению Олега Султанова: «По своему государственному настрою М. Соломенцев был близок к А. Косыгину, то есть старался быть вне политики, прилагал все силы для устранения хозяйственных трудностей в развитии РСФСР».
При Ю. В. Андропове Соломенцев возглавил Комитет партийного контроля при ЦК КПСС (1983—1988) и стал членом Политбюро; влияние он сохранял и в начале периода руководства Горбачёва.
Соломенцев был одним из основных сторонников антиалкогольной кампании середины 1980-х. По свидетельству его внука: «Он считал, что идея была правильной. Тогда вопрос не стоял: пить или не пить? А что пить и сколько. Уже потом исполнители наломали дров: рубили виноградники, вино выливали».
Имя Соломенцева упоминалось в ходе расследования «хлопкового дела» в Узбекистане. Его вместе с Е. К. Лигачёвым обвиняли в коррупции и покровительстве партийно-государственной мафии в УзССР, однако официально эти обвинения подтверждены не были.
С сентября 1987 по октябрь 1988 года — председатель Комиссии Политбюро ЦК КПСС по реабилитации лиц, необоснованно репрессированных в 1930—1940-х и начала 1950-х годов.
На сентябрьском (1988) пленуме ЦК в числе многих других ветеранов партии был отправлен на пенсию.
Член ЦК КПСС (1961—1989) Депутат Верховного Совета СССР 5-11-го созывов, Верховного Совета РСФСР 7-11 созывов.
В 2000-е годы отмечал, что голосует за коммунистов. Высказывался: «Кто будет возражать, если у олигархов отберут миллионы долларов и пустят их на увеличение зарплаты? Я за то, чтобы всё, приватизированное олигархами, вернуть государству».

Могила М. С. Соломенцева на Новодевичьем кладбище Москвы

Скончался 15 февраля 2008 года. Похоронен в Москве на Новодевичьем кладбище.

##### Семья
- Супруга: Надежда Николаевна.

- Сын: Юрий — учёный, член-корреспондент РАН.

##### Память
- В сентябре 2009 года в Москве на доме № 15 по Леонтьевскому переулку, где с 1967 по 2008 годы жил М. С. Соломенцев, открыта мемориальная доска (автор — народный художник России скульптор Ф. М. Согоян).

## Награды
- Пять орденов Ленина (19.07.1958, 05.08.1966, 02.12.1971[15][16], 05.11.1973, 05.11.1983);
- Орден Отечественной войны 1-й степени (23.04.1985), два ордена Трудового Красного Знамени (11.01.1957, 05.11.1963), орден Красной Звезды (16.09.1945);
- Медали, в том числе «За трудовую доблесть» (25.12.1959).

## Сочинения
- Соломенцев М. С. Верю в Россию. — М.: Молодая Гвардия, 2003. — 624 с. — 3000 экз. — ISBN 5-235-02583-0.
- Соломенцев М. С. Зачистка в Политбюро. Как Горбачев убирал «врагов перестройки». — М.: Эксмо; Алгоритм, 2011. — 221 с. — (Суд истории). — ISBN 978-5-699-47526-1.